# さらば青春の光 (オリジナル・サウンドトラック)
『さらば青春の光 (オリジナル・サウンドトラック)』（Music From The Soundtrack Of The Who Film QUADROPHENIA）は、フランク・ロッダム監督による1979年のイギリス映画『さらば青春の光』（Quadrophenia）のサウンドトラック盤である。1979年10月に2枚組アルバムとして発表された。

## 解説

### 概要
映画『さらば青春の光』は、イングランドのロック・バンドのザ・フーが1973年に発表した2枚組アルバム『四重人格』（Quadrophenia）を原作とした。
『四重人格』は、1960年代の中期に実在したモッズという若者集団に属するジミーという名の架空の青年の人格が暴力的（A tough guy）、ロマンティック（A romantic）、絶望（A beggar, a hypocritic）、狂人（A bloody lunatic）という4つの人格から成り立っていることを取り上げた作品だった。ジミー以外の登場人物はゴッドファーザーとベルボーイだけで、17曲の収録曲のうちゴッドファーザーが「少年とゴッドファーザー」、ベルボーイが「ベル・ボーイ」で、それぞれジミーと短い会話をかわすかたちで登場した。残りの15曲のうち、インストゥルメンタルの2曲を除いた13曲は全てジミーの独白で成り立っていた。
『さらば青春の光』の原題は『四重人格』と同じくQuadropheniaであるが、『四重人格』と異なりジミーの人格が4つの人格から成り立っているという点には触れていない。そして『四重人格』には登場しない人物が多数加えられて物語が加筆され、それがジミーの独白によってではなく登場人物の日常会話によって展開する形式を採った。その結果、映画に使用された『四重人格』の収録曲の多くは部分的に用いられるに留まった。

### 内容

#### ザ・フーの楽曲
サウンドトラックに収録されたザ・フー名義の楽曲は13曲。その内訳は10曲が『四重人格』の収録曲で、3曲が未発表曲である。
メンバーで音楽監督を務めたベーシストのジョン・エントウィッスルは、『四重人格』の収録曲だった10曲のうち、「ぼくは海」と「ヘルプレス・ダンサー」を除く8曲をリミックスして、より硬質なサウンドに仕立てた。彼はまた「リアル・ミー」、「少年とゴッドファーザー」、「ドクター・ジミー」のベース・ギターのパートをディスト―ションを駆使した歪みが効いた音で自ら再録音して、リミックスに彩りを添えた。
また、「少年とゴッドファーザー」にギター、「ぼくは一人」にピアノ、「愛の支配」にフルート、金管楽器、ストリングス、「ぼくはもうたくさん」にストリングスが加えられた。さらに「リアル・ミー」と「愛の支配」のエンディングは、『四重人格』の収録版とは異なるものになった。
未発表曲の3曲はいずれも『四重人格』制作時に全曲の作者であるメンバーのピート・タウンゼントによって書かれたが、同アルバムには使用されずにお蔵入りになっていた。これらは映画化に際して新たに録音された。
以上の13曲にうち、映画に使用されたのは、ごく部分的な使用を含めて、『四重人格』の10曲に未発表曲「ゲット・アウト・ステイ・アウト」を加えた11曲である。
またザ・フーがモッズのメンバーだったピーター・ミーデンのマネージメントの下にあった1964年に、ザ・ハイ・ナンバーズの名義でシングル発表した「ズート・スーツ」が収録された。同曲は映画には使用されていない。

#### その他のミュージシャンの楽曲
『四重人格』が主人公ジミーの複雑な人格や精神構造に焦点を当てたアルバムであったのに対して、『さらば青春の光』は1960年代中期のモッズをはじめとしたロンドンの若者文化を、ジミーの人格と同等かそれ以上に強く前面に映し出した映画に仕立てられた。その内容を受け入れられ易くする為に、『四重人格』の収録曲だけでなく、当時の若者に人気があったソウル・ミュージックやR＆Bのヒット曲の幾つかか大々的に使用された。
以下、収録順に示す。
- クロス・セクション　Cross Section – 「ハイ・ヒール・スニーカーズ」[注釈 11]
- ジェームス・ブラウン – 「ナイト・トレイン」
- ザ・キングスメン　The Kingsmen – 「ルイ・ルイ」
- ブッカー・T&ザ・MG's – 「グリーン・オニオン」
- ザ・カスケーズ – 「悲しき雨音」
- ザ・シフォンズ – 「いかした彼」
- ザ・ロネッツ – 「ビー・マイ・ベイビー」
- ザ・クリスタルズ – 「ダ・ドゥー・ロン・ロン」

## 収録曲
※特記なき限り、ザ・フーのアルバム『四重人格』の収録曲で作詞・作曲はピート・タウンゼントによる。

### オリジナルLP
| #         | タイトル                        | 作詞・作曲 | 附記      | 時間  |
| --------- | ------------------------------- | ---------- | --------- | ----- |
| 1.        | 「ぼくは海 I am the Sea」       |            |           | 2:03  |
| 2.        | 「リアル・ミー The Real Me」    |            |           | 3:28  |
| 3.        | 「ぼくは一人 I'm One」          |            |           | 2:40  |
| 4.        | 「5時15分 5.15」                |            |           | 4:50  |
| 5.        | 「愛の支配 Love Reign o'er Me」 |            |           | 5:11  |
| 合計時間: | 合計時間:                       | 合計時間:  | 合計時間: | 18:12 |

| #         | タイトル                                 | 作詞・作曲 | 附記      | 時間  |
| --------- | ---------------------------------------- | ---------- | --------- | ----- |
| 1.        | 「ベル・ボーイ Bellboy」                 |            |           | 4:55  |
| 2.        | 「ぼくはもうたくさん I've Had Enough」   |            |           | 6:11  |
| 3.        | 「ヘルプレス・ダンサー Helpless Dancer」 |            |           | 0:22  |
| 4.        | 「ドクター・ジミー Dr. Jimmy」           |            |           | 7:31  |
| 合計時間: | 合計時間:                                | 合計時間:  | 合計時間: | 18:59 |

| #         | タイトル                                                | 作詞・作曲          | 附記                                               | 時間  |
| --------- | ------------------------------------------------------- | ------------------- | -------------------------------------------------- | ----- |
| 1.        | 「ズート・スーツ Zoot Suit」                            | Peter Meaden        | ザ・ハイ・ナンバーズ – シングル（1964年）A面収録曲 | 2:00  |
| 2.        | 「ハイ・ヒール・スニーカーズ Hi-Heel Sneakers」         | Robert Higginbotham | クロス・セクション – 本作にて発表                  | 2:46  |
| 3.        | 「ゲット・アウト・ステイ・アウト Get Out and Stay Out」 |                     | ザ・フー – 本作にて発表                            | 2:26  |
| 4.        | 「4つの顔 Four Faces」                                  |                     | ザ・フー – 本作にて発表                            | 3:20  |
| 5.        | 「ジョーカー・ジェイムス Joker James」                  |                     | ザ・フー – 本作にて発表                            | 3:13  |
| 6.        | 「少年とゴッドファーザー The Punk and the Godfather」   |                     |                                                    | 5:21  |
| 合計時間: | 合計時間:                                               | 合計時間:           | 合計時間:                                          | 19:06 |

| #         | タイトル                                  | 作詞・作曲                                                      | 附記                                                                | 時間  |
| --------- | ----------------------------------------- | --------------------------------------------------------------- | ------------------------------------------------------------------- | ----- |
| 1.        | 「ナイト・トレイン Night Train」          | Oscar Washington, Lewis P. Simpkins, Jimmy Forrest              | ジェームス・ブラウン – シングル（1962年）A面収録曲                  | 3:38  |
| 2.        | 「ルイ・ルイ Louie Louie」                | Richard Berry                                                   | ザ・キングスメン – シングル（1963年）A面収録曲                      | 2:41  |
| 3.        | 「グリーン・オニオン Green Onions」       | Booker T. Jones, Steve Cropper, Lewie Steinberg, Al Jackson Jr. | ブッカー・T&ザ・MG's – シングル"Behave Yourself"（1962年）B面収録曲 | 2:46  |
| 4.        | 「悲しき雨音 Rhythm of the Rain」         | John Claude Gummoe                                              | カスケーズ – シングル（1962年）A面収録曲                            | 2:28  |
| 5.        | 「いかした彼 He's so Fine」               | Ronnie Mack                                                     | シフォンズ – シングル（1963年）A面収録曲                            | 1:51  |
| 6.        | 「ビー・マイ・ベイビー Be My Baby」       | Jeff Barry, Ellie Greenwich, Phil Spector                       | ロネッツ – シングル（1963年）A面収録曲                              | 2:30  |
| 7.        | 「ダ・ドゥー・ロン・ロン Da Doo Ron Ron」 | Spector, Barry, Greenwic                                        | クリスタルズ – シングル（1963年）A面収録曲                          | 2:09  |
| 合計時間: | 合計時間:                                 | 合計時間:                                                       | 合計時間:                                                           | 18:03 |

### CD
1988年、日本で2枚組の再発CDが発売された。
1993年、ザ・フーとザ・ハイ・ナンバーズの14曲にザ・ハイ・ナンバーズのシングル「ズート・スーツ」のB面に収録されていた「アイム・ザ・フェイス」を加えた計15曲を収録した1枚組CDが発売された。冒頭がザ・ハイ・ナンバーズの2曲、続いてザ・フーの13曲がオリジナルLPと同じ順番で収録された。
2000年、オリジナルLPの全収録曲22曲と「アイム・ザ・フェイス」を1枚に収録したCDが発売された。曲順はオリジナルLPと同じで、末尾に「アイム・ザ・フェイス」が収録された。
| #         | タイトル                                                | 作詞・作曲                                                      | 附記                                                                | 時間  |
| --------- | ------------------------------------------------------- | --------------------------------------------------------------- | ------------------------------------------------------------------- | ----- |
| 1.        | 「ぼくは海 I am the Sea」                               |                                                                 |                                                                     | 2:03  |
| 2.        | 「リアル・ミー The Real Me」                            |                                                                 |                                                                     | 3:28  |
| 3.        | 「ぼくは一人 I'm One」                                  |                                                                 |                                                                     | 2:40  |
| 4.        | 「5時15分 5.15」                                        |                                                                 |                                                                     | 4:50  |
| 5.        | 「愛の支配 Love Reign o'er Me」                         |                                                                 |                                                                     | 5:11  |
| 6.        | 「ベル・ボーイ Bellboy」                                |                                                                 |                                                                     | 4:55  |
| 7.        | 「ぼくはもうたくさん I've Had Enough」                  |                                                                 |                                                                     | 6:11  |
| 8.        | 「ヘルプレス・ダンサー Helpless Dancer」                |                                                                 |                                                                     | 0:22  |
| 9.        | 「ドクター・ジミー Dr. Jimmy」                          |                                                                 |                                                                     | 7:31  |
| 10.       | 「ズート・スーツ Zoot Suit」                            | Peter Meaden                                                    | ザ・ハイ・ナンバーズ – シングル（1964年）A面収録曲                  | 2:00  |
| 11.       | 「ハイ・ヒール・スニーカーズ Hi-Heel Sneakers」         | Robert Higginbotham                                             | クロス・セクション – 本作にて発表                                   | 2:46  |
| 12.       | 「ゲット・アウト・ステイ・アウト Get Out and Stay Out」 |                                                                 | ザ・フー – 本作にて発表                                             | 2:26  |
| 13.       | 「4つの顔 Four Faces」                                  |                                                                 | ザ・フー – 本作にて発表                                             | 3:20  |
| 14.       | 「ジョーカー・ジェイムス Joker James」                  |                                                                 | ザ・フー – 本作にて発表                                             | 3:13  |
| 15.       | 「少年とゴッドファーザー The Punk and the Godfather」   |                                                                 |                                                                     | 5:21  |
| 16.       | 「ナイト・トレイン Night Train」                        | Oscar Washington, Lewis P. Simpkins, Jimmy Forrest              | ジェームス・ブラウン – シングル（1962年）A面収録曲                  | 3:38  |
| 17.       | 「ルイ・ルイ Louie Louie」                              | Richard Berry                                                   | ザ・キングスメン – シングル（1963年）A面収録曲                      | 2:41  |
| 18.       | 「グリーン・オニオン Green Onions」                     | Booker T. Jones, Steve Cropper, Lewie Steinberg, Al Jackson Jr. | ブッカー・T&ザ・MG's – シングル"Behave Yourself"（1962年）B面収録曲 | 2:46  |
| 19.       | 「悲しき雨音 Rhythm of the Rain」                       | John Claude Gummoe                                              | カスケーズ – シングル（1962年）A面収録曲                            | 2:28  |
| 20.       | 「いかした彼 He's so Fine」                             | Ronnie Mack                                                     | シフォンズ – シングル（1963年）A面収録曲                            | 1:51  |
| 21.       | 「ビー・マイ・ベイビー Be My Baby」                     | Jeff Barry, Ellie Greenwich, Phil Spector                       | ロネッツ – シングル（1963年）A面収録曲                              | 2:30  |
| 22.       | 「ダ・ドゥー・ロン・ロン Da Doo Ron Ron」               | Spector, Barry, Greenwic                                        | クリスタルズ – シングル（1963年）A面収録曲                          | 2:09  |
| 23.       | 「アイム・ザ・フェイス I'm the Face」                   | Meaden                                                          | ザ・ハイ・ナンバーズ – シングル（1964年）B面収録曲                  | 2:29  |
| 合計時間: | 合計時間:                                               | 合計時間:                                                       | 合計時間:                                                           | 76:49 |

## 映画に使用されたが本作に収録されていない楽曲
映画に使用されたが本作には収録されていない楽曲を以下に示す。

### ザ・フーの楽曲
- エニウェイ・エニハウ・エニホエア　Anyway, Anyhow, Anywhere
1965年にザ・フーの2作目のシングルとして発表された。ジミーがレコード店に立ち寄った場面でスタジオ録音版、彼が音楽専門の人気テレビ番組『レディ・ステディ・ゴー』に出演したザ・フーに熱狂する場面で1965年7月1日に出演した[9]時の映像と音源[注釈 13]が、それぞれ使用された。
- マイ・ジェネレーション　My Generation
1965年にザ・フーの3作目のシングルとして発表された。ジミーはモッズ仲間と立ち寄ったパーティーで、想いを寄せるステフがボーイフレンドのピートと踊るのを見て、かかっていた「悲しき雨音」のレコードを途中で止めて、このレコードを代わりにかける。
- 四重人格　Quadrophenia
- カット・マイ・ヘアー　Cut My Hair
- ぼくの頭の中に　Is It in My Head?
以上の3曲は『四重人格』の収録曲である[注釈 14]。

### その他のミュージシャンの楽曲
- クロス・セクション　Cross Section – 「ディンプルズ」　Dimples[注釈 15]
- ザ・マーシービーツ　The Merseybeats – 「ウィッシン・アンド・ホーピン」　Wishin' and Hopin'
- デリック・モーガン　Derrick Morgan – 「ブレイジング・ファイア」　Blazing Fire
- ジ・オーロンズ　The Orlons – 「ワ・ワツシ」　The Wah-Watusi
- スプリームス　The Supremes – 「ベイビー・ラヴ」　Baby Love
- マーヴィン・ゲイ　Marvin Gaye – 「ベイビー・ドント・ユー・ドゥ・イット」　Baby Don't You Do It